# Лі Хуейтан
Лі Хуейтан (спрощ.: 李惠堂; ютпхін: Lǐ Huìtáng, нар. 16 жовтня 1905, Гонконг — пом. 4 липня 1979, Гонконг) — китайський футболіст, який грав на позиції нападника, та китайський футбольний тренер. На батьківщині він часто вважається найкращим футболістом в історії Китаю у зв'язку з його досягненнями, у тому числі перемогами в кількох Далекосхідних іграх у складі збірної; він також був капітаном збірної на літніх Олімпійських іграх 1936 року в Берліні. Він мав також дуже успішну клубну кар'єру, більшу частину якої провів у складі клубу «Саут Чайна», та допоміг клубу заслужити репутацію найбільш успішної команди в історії гонконзького футболу. Після завершення кар'єри футболіста він став тренером, та успішно працював переважно зі збірною Тайваню, де його головним досягненням стала перемога на Азійських іграх 1954 року.

## Біографія
Коли Лі Хуейтану виповнилось 6 років, батько відправив його навчатися на свою батьківщину, в повіт Чанле провінції Гуандун. Він повернувся в Гонконг у віці 11 років.
Лі Хуайтан розпочав свою футбольну кар'єру в «Саут Чайна», де він швидко проявив себе як дуже талановитий нападник, і його включили до першої команди клубу в 1922 році у віці 17 років.
Хоча Лі Хуейтан народився в Гонконзі, проте він грав за національну збірну Китаю, у складі якої став переможцем Далекосхідних ігор в 1925, 1927, 1930 і 1934 роках, а в 1936 році він був капітаном національної команди, яка брала участь у літніх Олімпійських іграх 1936 року в Берліні.
Після Другої світової війни він став головним тренером «Саут Чайна». У 1948 році Лі Хуейтан призначений головним тренером збірної Китаю, а після громадянської війни в Китаї він тренував збірну Китайської республіки. Він також тренував збірні Гонконгу. У 1960 році він став віце-головою Футбольної асоціації Тайваню, а в 1965 році він призначений віце-президентом ФІФА, ставши першим китайцем на цій посаді.
Лі Хуейтан помер у віці 73 років у Гонконзі.

## Титули і досягнення
- Переможець Азійських ігор: 1954, 1958
- Бронзовий призер Кубка Азії: 1960